# Riad al-Turk
Riyad al-Turk (en arabe : رياض الترك), né le 2 avril 1930 à Homs et mort le 1er janvier 2024 à Eaubonne, est un homme politique et dissident syrien. Ses dix-sept années de détention sous le régime de Hafez el-Assad puis une seconde fois sous celui du fils héritier Bachar el-Assad, lui valurent d'être surnommé « le Mandela syrien ».

## Biographie
Né à Homs, Riyad al-Turk passe son enfance dans un orphelinat. Pendant ses études de droit à Damas, il rejoint le Parti communiste syrien.
Lors de l'avènement de la République arabe unie entre 1958 et 1961, le pouvoir réprime les communistes et Riyad al-Turk est arrêté, emprisonné pendant quinze mois et torturé.
En 1973, alors que la direction du Parti communiste syrien passe sous la coupe du parti Baas, Riad al-Turk fait scission et fonde le Parti communiste syrien-bureau politique, dont il devient le secrétaire général.
Dans les années 1970, Riyad al-Turk dénonce l'intervention militaire de la Syrie au Liban, et refuse de condamner l'insurrection des Frères musulmans. Le parti est alors interdit par le régime de Hafez el-Assad et Riyad Al-Turk est arrêté et emprisonné sans jugement le 28 octobre 1980. Son épouse, Asma al-Faisal, est également arrêtée et emprisonnée plusieurs années. Riyad al-Turk est détenu durant presque dix-huit ans, période où Amnesty international appelle régulièrement à sa libération, le décrivant comme étant un détenu d'opinion. Il est finalement libéré le 30 mai 1998. 
En 2001, il critique l'absence de réelle réforme par le pouvoir de Bachar el-Assad lors du « printemps de Damas ». En septembre 2001, Riyad al-Turk retourne en prison. Lors de son procès, il refuse de répondre, car il conteste la compétence de la Cour et dénonce l'interdiction d'accès aux audiences pour les journalistes indépendants et diplomates. Il est libéré fin 2002.

En 2011, il salue le début de la révolution syrienne contre le régime de Bachar el-Assad, mais le pays bascule dans la guerre civile. Riyad al-Turk soutient initialement l'alliance de tous les courants de l'opposition, y compris les islamistes, ce qu'il regrettera par la suite : 

« Nous étions dans l’urgence, nous avons pensé que cela ne serait pas forcément un problème de faire appel aux islamistes. J’étais moi-même parmi les plus enthousiastes. Je me suis trompé. À nous maintenant de reconnaître notre faute, quand on a passé sous silence certaines violations commises par des groupes islamistes. »

 À partir de 2013, il vit dans la clandestinité, confiné dans un appartement à Damas. Plus tard, il déclarera au journal Le Monde : 

« Depuis que j’ai rejoint le Parti communiste syrien dans les années 1950, la vie clandestine est une tradition. Les gens de ma génération connaissent l’importance du secret face à un tel régime. Les jeunes révolutionnaires ne la connaissaient pas et ils l’ont payé très cher. »

 Son épouse quitte le pays au début du conflit et meurt au Canada en 2017. Malgré des réticences, Riyad al-Turk finit par se laisser convaincre par ses filles, déjà réfugiées à l'étranger, de quitter la Syrie. Vers fin juillet 2018, il s'exile en France après être et passé par la Turquie et s'établit à Paris.
Pour Allan Kaval, journaliste au Monde : « Dans les milieux intellectuels syriens, l’homme est un monument, une sorte de mémoire vivante d’un combat politique sans concession. Parmi les Syriens qui manifestèrent en réclamant un changement de régime, il est moins célèbre, mais il a su conserver proximité et légitimité auprès de la jeunesse révolutionnaire, pourtant prompte à rejeter les figures traditionnelles de l’opposition, critiquées pour leur frilosité, leur goût du compromis ou leur ignorance des réalités de terrain ».
Il meurt le 1er janvier 2024 à Eaubonne à l'âge de 93 ans ; des militants syriens lui rendent hommage,.